# پزوی کوبا
پزوی کوبا (به انگلیسی: Cuban peso) (به زبان بومی: peso cubano) با کد ایزوی CUP، یکای پول رایج در کشور کوبا است. مسئولیت کنترل این یکای پول برعهدهٔ بانک مرکزی کوبا قرار دارد.